# Ash vs Evil Dead
Ash vs Evil Dead ist eine US-amerikanische Comedy-Horror-Fernsehserie basierend auf dem Film Tanz der Teufel von Sam Raimi. Der Serienname geht auf den Originaltitel der Vorlage, Evil Dead, zurück. Produziert wurde die Serie von Rob Tapert und Rick Jacobson. Die Erstausstrahlung erfolgt in den Vereinigten Staaten seit dem 31. Oktober 2015 auf dem Kabelsender starz. Am 2. August gab Amazon bekannt, die Serie ab dem 1. September 2016 auf Amazon Video bereitzustellen. Bereits drei Tage vor der Premiere orderte starz eine zweite Staffel für die Serie, die seit dem 2. Oktober 2016 ausgestrahlt wird. Am 7. Oktober 2016 wurde auf der New York Comic Con die Verlängerung um eine dritte Staffel bekannt gegeben, die am 25. Februar 2018 bei starz begann. Die Serie wurde 2016–2018 dreimal in Folge für den Saturn Award in der Kategorie Beste Horror Serie nominiert und ist mit Stand 21. Oktober 2019 die am besten bewertete Zombie-Serie auf Rotten Tomatoes.
Die Serie spielt zeitlich dreißig Jahre nach den Ereignissen aus dem Originalfilm und stellt eine Fortsetzung zu diesem und den zwei weiteren Teilen Tanz der Teufel II – Jetzt wird noch mehr getanzt und Armee der Finsternis dar. Bruce Campbell übernimmt wieder die Hauptrolle als Ash Williams.

## Handlung

### Staffel 1
30 Jahre nach den Ereignissen aus den Filmen lässt Ash unter dem Einfluss von Alkohol und anderen Drogen erneut das Böse aus dem Necronomicon frei. Nun droht eine dämonische Plage die ganze Menschheit zu zerstören. Nur Ash (der Auserwählte) ist in der Lage, diese Bedrohung zu stoppen.
Er bekommt dabei Hilfe von seinem Kollegen aus der Mall, in der er in der Zwischenzeit arbeitet. Pablo führt Ash zu seinem Schamanenonkel, der ihm hilft, das böse Buch Necronomicon zu verstehen.
Eine Spur von Leichen folgt Ash auf seinem Weg zu der Hütte, in der alles vor 30 Jahren begann.

## Besetzung und Synchronisation
Die Synchronisation erfolgte durch die Scalamedia GmbH in Berlin. Das Dialogbuch schrieben Frank Schröder und Heinz Burghardt, die auch die Dialogregie übernahmen.
Hauptdarsteller
| Rollenname          | Schauspieler           | Bild             | Episoden        | Synchronsprecher   |
| ------------------- | ---------------------- | ---------------- | --------------- | ------------------ |
| Ash Williams        | Bruce Campbell         | Bruce Campbell   | 1.01–3.10       | Jan Spitzer        |
| Pablo Simon Bolivar | Ray Santiago           |                  | 1.01–3.10       | Fabian Oscar Wien  |
| Kelly Maxwell       | Dana DeLorenzo         | Dana DeLorenzo   | 1.01–3.10       | Maja Maneiro       |
| Amanda Fisher       | Jill Marie Jones       | Jill Marie Jones | 1.01–1.10       | Svantje Wascher    |
| Ruby Knowby         | Lucy Lawless           | Lucy Lawless     | 1.01–3.10       | Susanne von Medvey |
| Linda Bates-Emery   | Michelle Hurd          | Michelle Hurd    | 2.01–2.10       | Heide Domanowski   |
| Chet Kaminski       | Ted Raimi              | Ted Raimi        | 2.03–2.07, 2.10 | Bernhard Völger    |
| Brandy Barr         | Arielle Carver-O'Neill |                  | 3.01–3.10       |                    |
| Dalton              | Lindsay Farris         |                  | 3.01–3.08       |                    |

Nebendarsteller
| Rollenname       | Schauspieler     | Episoden                   | Synchronsprecher     |
| ---------------- | ---------------- | -------------------------- | -------------------- |
| Lori (jung)      | Bridget Hoffman  | 1.01, 1.04                 | Alice Bauer          |
| Carson           | Mike Edward      | 1.01                       | Christoph Banken     |
| Vivian Johnson   | Sian Davis       | 1.01                       | Luise Lunow          |
| Lucy             | Marissa Stott    | 1.01, 1.10                 |                      |
| Mr. Roper        | Damien Garvey    | 1.01–1.02                  | Oliver Stritzel      |
| Suzy Maxwell     | Mimi Rogers      | 1.02                       | Ulrike Möckel        |
| June             | Jacque Drew      | 1.02                       | Tanja Fornaro        |
| Phil             | Joseph Wycoff    | 1.02                       |                      |
| Lieutenant Boyle | Andrew Grainger  | 1.02, 1.06                 | Axel Lutter          |
| Eligos           | Ben Fransham     | 1.03–1.05                  | Frank Schröder       |
| Lionel Hawkins   | Kelson Henderson | 1.03–1.04                  | Tommy Morgenstern    |
| El Brujo         | Hemky Madera     | 1.04–1.05                  | Abelardo Decamilli   |
| Lem              | Peter Feeney     | 1.06–1.07                  |                      |
| Crosby           | Mark Mitchinson  | 1.07                       | Reinhard Scheunemann |
| Austin           | Mike Estes       | 1.07                       |                      |
| Delmont          | Milo Cawthorne   | 1.07                       | Dirk Petrick         |
| Lance            | Jordan Mooney    | 1.07                       | Roland Wolf          |
| Brad             | Ido Drent        | 1.08–1.09                  | Marcel Collé         |
| Heather          | Samara Weaving   | 1.08–1.10                  |                      |
| Brock Williams   | Lee Majors       | 2.01–2.03, 2.10, 3.03–3.04 | Bert Franzke         |
| Baal             | Joel Tobeck      | 2.05–2.08, 2.10            | Matti Klemm          |

## Produktion

### Entwicklung

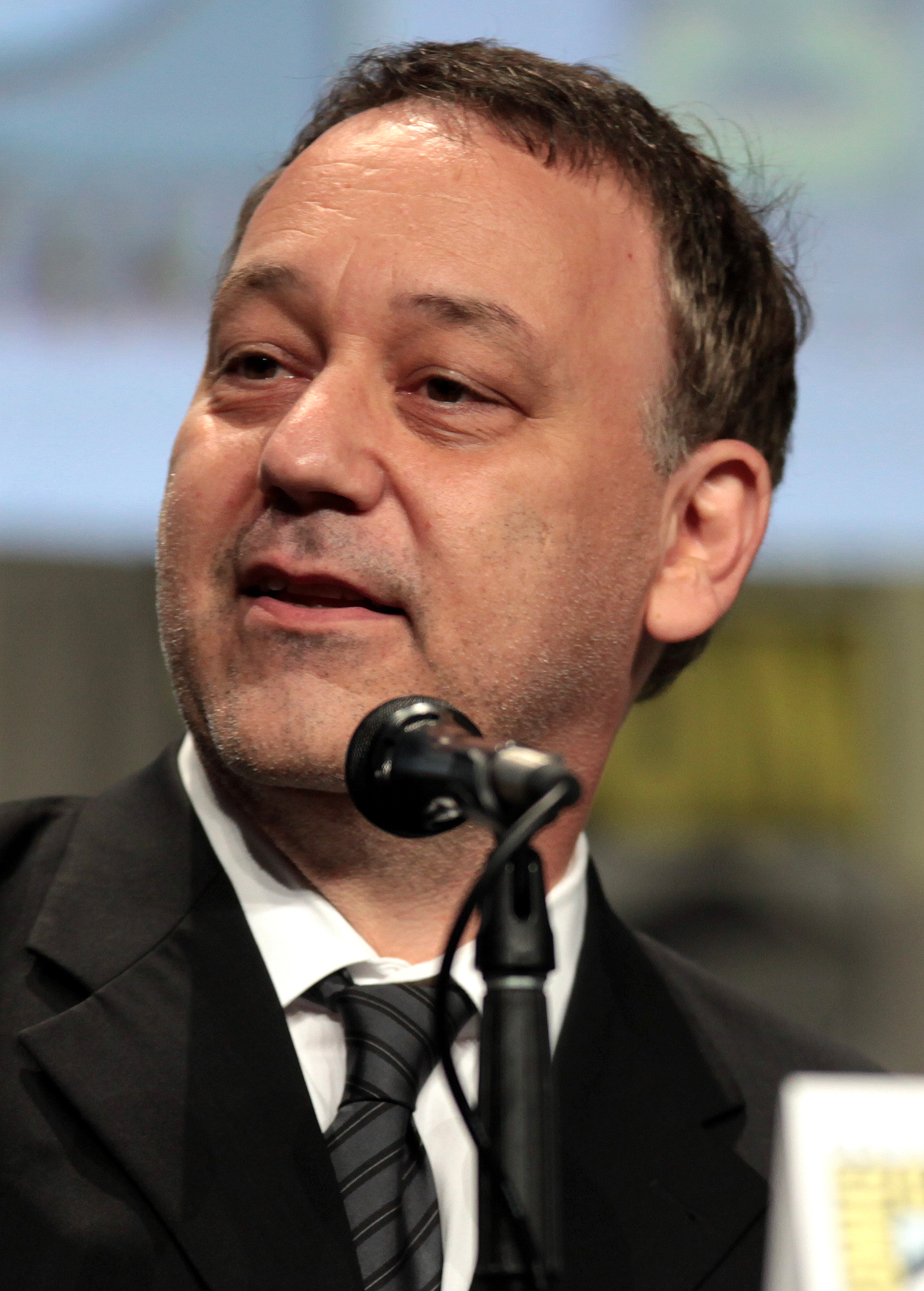
Tanz der Teufel-Schöpfer Sam Raimi

Auf der San Diego Comic-Con 2014 erklärte Sam Raimi, dass er an einer Fernsehserie von Evil Dead arbeitet. Das Drehbuch wurde von Raimi, seinem Bruder Ivan Raimi und Bruce Campbell verfasst. Die Serie soll dabei die Geschichte von Ash Williams aus den Filmen weitererzählen. Die erste Staffel umfasst 10 Episoden mit einer Länge von je ca. 30 Minuten. Drei Tage vor der Premiere der ersten Staffel wurde die Serie um eine zweite Staffel verlängert. Wie die erste Staffel umfasst auch die zweite 10 Episoden mit einer Länge von je ca. 30 Minuten. Nach Ausstrahlung der ersten Folge der zweiten Staffel wurde die Serie um eine dritte Staffel verlängert. Am 20. April 2018 wurde bekanntgegeben, dass die Serie nach der dritten Staffel eingestellt wird.

### Dreharbeiten
Gedreht wurde die Serie in Auckland in Neuseeland.

### Musik
Joseph LoDuca, ein häufiger Mitarbeiter und Freund von Sam Raimi, der die Musik für die Evil-Dead-Filme komponierte, steuerte auch die Musik für Ash vs. Evil Dead bei. Die Serie nutzt auch Auszüge aus verschiedenen populären Liedern der 1970er und 1980er Jahre, insbesondere mit Künstlern (z. B. Alice Cooper, Ted Nugent und Frijid Pink) aus dem Großraum Detroit, wo ein Großteil der Handlung spielt. Es werden auch mehrere Deep-Purple-Songs aus den 1970er-Jahren verwendet, wie zum Beispiel Highway Star, Space Truckin oder Stormbringer. In einem Interview erklärte Raimi, dass die für die Serie ausgewählte Musik auf der mangelnden Entwicklung des Ash-Charakters in den letzten 30–35 Jahren basiere und dass die Musik die letzte Zeit widerspiegeln solle, als er sich in der Gesellschaft engagierte und lebte.

## Episodenliste

### Staffel 1
Die erste Staffel wurde vom 31. Oktober 2015 bis zum 2. Januar 2016 auf dem US-amerikanischen Sender starz ausgestrahlt. Die deutschsprachige Veröffentlichung erfolgte am 1. September 2016 auf Amazon Video.
| Nr. (ges.) | Nr. (St.) | Deutscher Titel         | Originaltitel         | Erstausstrahlung USA | Deutschsprachige Erstausstrahlung (D) | Regie         | Drehbuch                                    | Zuschauer (USA) |
| ---------- | --------- | ----------------------- | --------------------- | -------------------- | ------------------------------------- | ------------- | ------------------------------------------- | --------------- |
| 1          | 1         | El Jefe                 | El Jefe               | 31. Okt. 2015        | 1. Sep. 2016                          | Sam Raimi     | Ivan Raimi, Craig DiGregorio & Tom Spezialy | 0,437 Mio.      |
| 2          | 2         | Köder                   | Bait                  | 7. Nov. 2015         | 1. Sep. 2016                          | M. J. Bassett | Sam Raimi                                   | 0,276 Mio.      |
| 3          | 3         | Bücher aus dem Jenseits | Books from Beyond     | 14. Nov. 2015        | 1. Sep. 2016                          | M. J. Bassett | Sean Clements                               | 0,383 Mio.      |
| 4          | 4         | Brujo                   | Brujo                 | 21. Nov. 2015        | 1. Sep. 2016                          | David Frazee  | James E. Eagan                              | 0,448 Mio.      |
| 5          | 5         | Besessen                | The Host              | 28. Nov. 2015        | 1. Sep. 2016                          | David Frazee  | Zoe Green                                   | 0,430 Mio.      |
| 6          | 6         | Fünf-Sterne-Service     | The Killer of Killers | 5. Dez. 2015         | 1. Sep. 2016                          | Michael Hurst | Nate Crocker                                | 0,402 Mio.      |
| 7          | 7         | Die Bürgerwehr          | Fire in the Hole      | 12. Dez. 2015        | 1. Sep. 2016                          | Michael Hurst | Sean Clements, Dominic Dierkes & Ivan Raimi | 0,452 Mio.      |
| 8          | 8         | Ash vs. Ash             | Ashes to Ashes        | 19. Dez. 2015        | 1. Sep. 2016                          | Tony Tilse    | M. J. Bassett                               | 0,465 Mio.      |
| 9          | 9         | In Fleisch gebunden     | Bound in Flesh        | 26. Dez. 2015        | 1. Sep. 2016                          | Tony Tilse    | Rob Wright                                  | 0,343 Mio.      |
| 10         | 10        | Die Dunkle              | The Dark One          | 2. Jan. 2016         | 1. Sep. 2016                          | Rick Jacobson | Craig Digregorio                            | 0,508 Mio.      |

### Staffel 2
Die zweite Staffel wurde vom 2. Oktober 2016 bis zum 11. Dezember 2016 erneut auf dem US-amerikanischen Sender starz ausgestrahlt. Die deutschsprachige Erstveröffentlichung ist seit dem 3. Oktober 2016 auf Amazon Video zu sehen.
| Nr. (ges.) | Nr. (St.) | Deutscher Titel         | Originaltitel  | Erstausstrahlung USA | Deutschsprachige Erstausstrahlung (D) | Regie         | Drehbuch                     | Zuschauer (USA) |
| ---------- | --------- | ----------------------- | -------------- | -------------------- | ------------------------------------- | ------------- | ---------------------------- | --------------- |
| 11         | 1         | Zurück in Elk Grove     | Home           | 2. Okt. 2016         | 3. Okt. 2016                          | Rick Jacobson | Craig DiGregorio             | 0,436 Mio.      |
| 12         | 2         | Die Pathologie          | The Morgue     | 9. Okt. 2016         | 10. Okt. 2016                         | Tony Tilse    | Cameron Welsh                | 0,333 Mio.      |
| 13         | 3         | Die große Party         | Last Call      | 16. Okt. 2016        | 17. Okt. 2016                         | Tony Tilse    | Noelle Valdivia              | 0,321 Mio.      |
| 14         | 4         | Der Besessene Delta     | DUI            | 23. Okt. 2016        | 24. Okt. 2016                         | M. J. Bassett | Ivan Raimi                   | 0,274 Mio.      |
| 15         | 5         | Wer ist Baal?           | Confinement    | 30. Okt. 2016        | 31. Okt. 2016                         | M. J. Bassett | William Bromell              | 0,274 Mio.      |
| 16         | 6         | Ash gegen Elk Grove     | Trapped Inside | 6. Nov. 2016         | 7. Nov. 2016                          | Mark Beesley  | James E. Eagan               | 0,330 Mio.      |
| 17         | 7         | Wahnvorstellungen       | Delusion       | 13. Nov. 2016        | 14. Nov. 2016                         | Mark Beesley  | Hank Chilton                 | 0,337 Mio.      |
| 18         | 8         | Ashy Slashy             | Ashy Slashy    | 20. Nov. 2016        | 21. Nov. 2016                         | Tony Tilse    | Suzanne Keilly               | 0,237 Mio.      |
| 19         | 9         | Ab in die Vergangenheit | Home Again     | 4. Dez. 2016         | 5. Dez. 2016                          | Rick Jacobson | Jennifer Ames & Steve Turner | 0,266 Mio.      |
| 20         | 10        | Retter der Welt         | Second Coming  | 11. Dez. 2016        | 12. Dez. 2016                         | Rick Jacobson | Luke Kalteux                 | 0,269 Mio.      |

### Staffel 3
Die dritte Staffel wird seit dem 25. Februar 2018 auf dem US-amerikanischen Sender starz und auf Amazon Video gesendet.
| Nr. (ges.) | Nr. (St.) | Deutscher Titel               | Originaltitel       | Erstausstrahlung USA | Deutschsprachige Erstausstrahlung (D) | Regie                      | Drehbuch       | Zuschauer (USA) |
| ---------- | --------- | ----------------------------- | ------------------- | -------------------- | ------------------------------------- | -------------------------- | -------------- | --------------- |
| 21         | 1         | Die Familie                   | Family              | 25. Feb. 2018        | 25. Feb. 2018                         | Mark Beesley               | Mark Verheiden | 0,225 Mio.      |
| 22         | 2         | Zimmer 3                      | Booth Three         | 4. März 2018         | 4. März 2018                          | Mark Beesley               | Rob Fresco     | 0,171 Mio.      |
| 23         | 3         | Scheintot                     | Apparently Dead     | 11. März 2018        | 11. März 2018                         | Diego & Andres Meza-Valdes | Ivan Raimi     | 0,160 Mio.      |
| 24         | 4         | Offene Rechnungen             | Unfinished Business | 18. März 2018        | 18. März 2018                         | Daniel Nettheim            | Nicki Paluga   | 0,176 Mio.      |
| 25         | 5         | Babysicher                    | Baby Proof          | 25. März 2018        | 25. März 2018                         | Daniel Nettheim            | Luke Kalteaux  | 0,179 Mio.      |
| 26         | 6         | Geschichten aus der Kluft     | Tales From The Rift | 1. Apr. 2018         | 1. Apr. 2018                          | Regan Hall                 | Aaron Lam      | 0,196 Mio.      |
| 27         | 7         | Twist and Shout               | Twist and Shout     | 8. Apr. 2018         | 8. Apr. 2018                          | Mark Beesley               | Caitlin Meares | 0,136 Mio.      |
| 28         | 8         | Zwischen den Welten           | Rifting Apart       | 15. Apr. 2018        | 15. Apr. 2018                         | Mark Beesley               | Brian Hill     | 0,175 Mio.      |
| 29         | 9         | Der Tag des jüngsten Gerichts | Judgement Day       | 22. Apr. 2018        | 22. Apr. 2018                         | Rick Jacobson              | Rick Jacobson  | 0,130 Mio.      |
| 30         | 10        | Das Ende der Menschheit       | The Mettle Of Man   | 29. Apr. 2018        | 29. Apr. 2018                         | Rick Jacobson              | Rick Jacobson  | 0,174 Mio.      |